# سینما هنر (شیراز)
سینما هنر یک سینما در شهر شیراز، ایران است.
این سینما که در سال ۱۳۹۸ تأسیس شده هم‌اکنون متعلق به مجموعه فرهنگی هنری بامداد هنر می‌باشد و دارای ۹۳ نفر ظرفیت می‌باشد.